# Canal do Norte

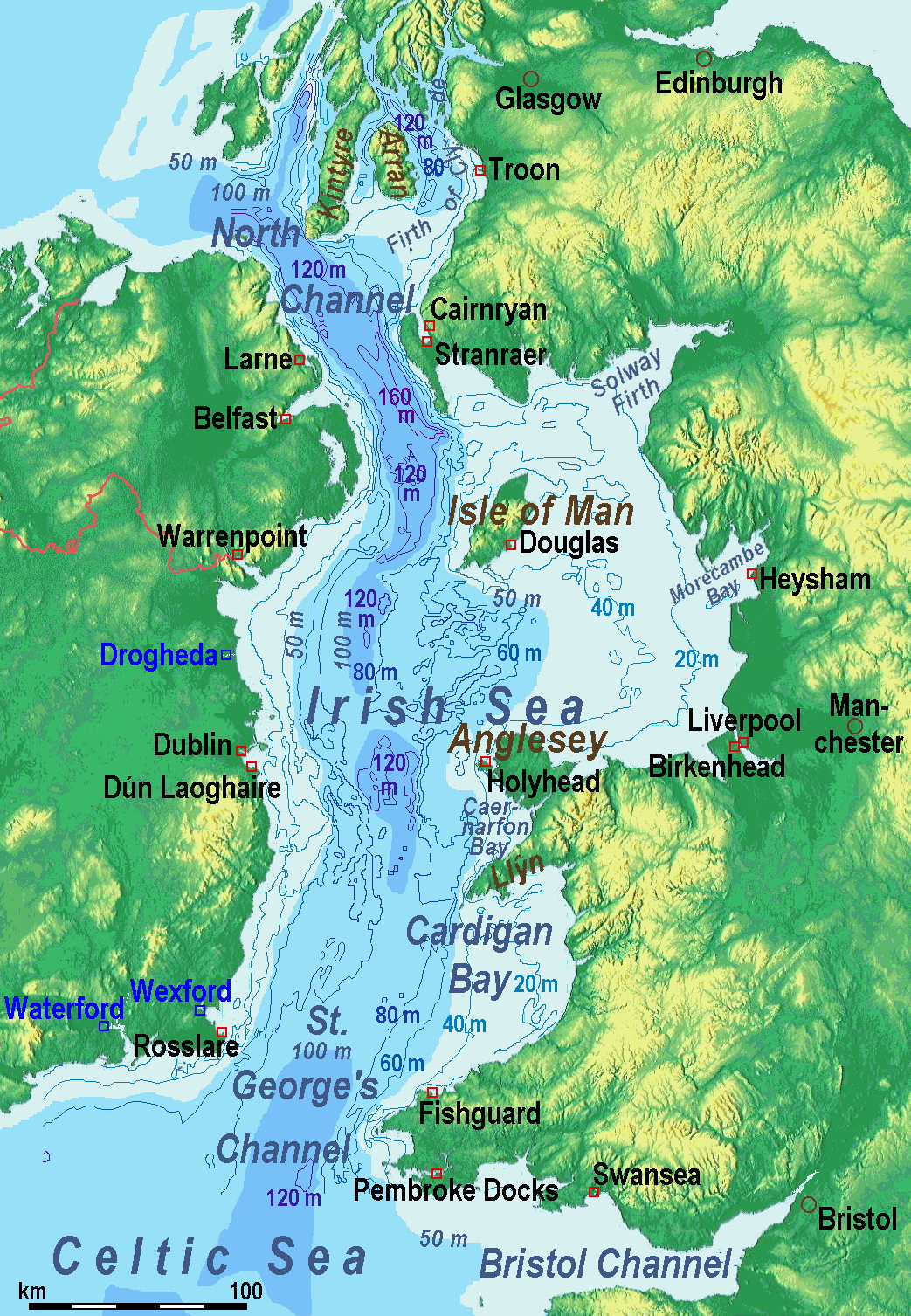
O canal do Norte, entre Irlanda do Norte e Escócia

Canal do Norte é o estreito que separa a Irlanda do Norte da Escócia. A parte mais profunda é formada pelo Dique de Beaufort. Liga o Mar da Irlanda ao Oceano Atlântico e é bastante profundo. A travessia conta com um grande número serviços de balsa. Foi cenário de um importante acidente marítimo, o naufrágio da balsa Princess Victoria em 1953.
Líderes políticos protestantes da Irlanda do Norte por décadas tentaram convencer o governo britânico a construir um túnel férreo sob o Canal do Norte, com o argumento de que isso integraria melhor a problemática província a Londres. A ideia, entretanto, nunca foi levada adiante.
O desafio de natação de longa distância em águas abertas Oceans Seven inclui a travessoa do Canal do Norte.